# Mariana Enriquez

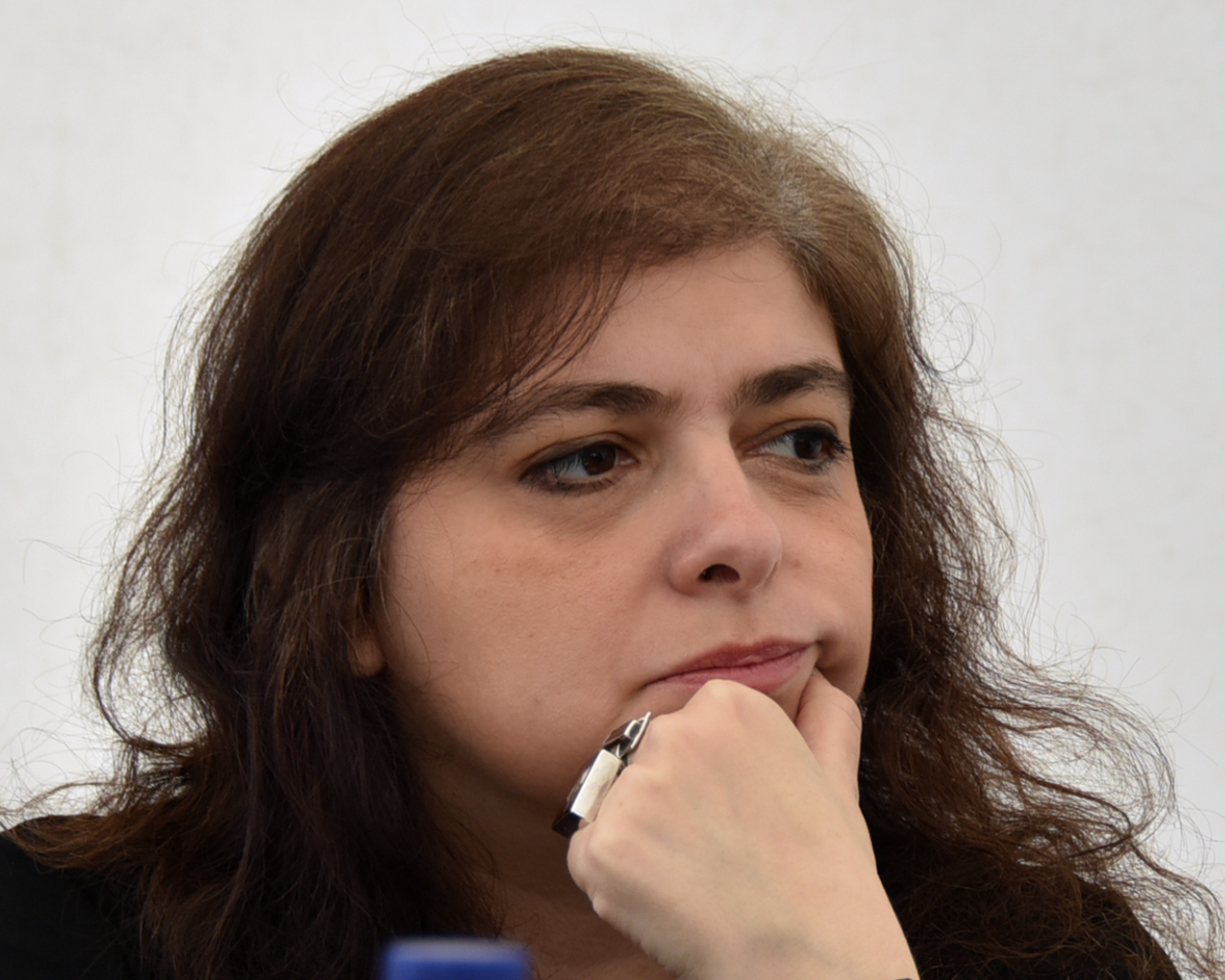
Mariana Enriquez (2019)

Mariana Enriquez, mit vollem Namen Mariana Lorena Enríquez Ledesma (geboren Dezember 1973 in Buenos Aires) ist eine argentinische Schriftstellerin.

## Leben
Mariana Enriquez wuchs in Lanús auf, studierte Journalismus an der Universidad Nacional de La Plata und war danach zunächst Lehrerin. Sie arbeitet im Feuilleton der Tageszeitung Página/12. Enriquez veröffentlichte 1994 ihren ersten Roman. 2017 erhielt sie einen „Premio Ciutat de Barcelona“ für Literatur und 2019 für Nuestra parte de noche den Herralde-Romanpreis. Die Übersetzung The Dangers of Smoking in Bed (Los peligros de fumar en la cama) stand 2021 auf der Shortlist für den International Booker Prize.

## Werke
- Bajar es lo peor. Espasa Calpe, 1994
- Cómo desaparecer completamente. Roman. Emecé, 2004
  - Verschwinden. Übersetzung Simone Reinhard. Berlin : Schiler, 2010, ISBN 978-3-89930-235-6
- Mitología celta. Essay. 2007
- Los peligros de fumar en la cama. Erzählungen. Emecé. 2009
- Chicos que vuelven. Novelle. 2011
  - mit Laura Dattoli: Chicos que vuelven. Graphic Novel. Villa Maria : Eduvim, 2015, ISBN 978-987-699-304-3
- Alguien camina sobre tu tumba: Mis viajes a cementerios. 2013
  - Als wir mit den Toten sprachen. Kurzgeschichten. Übersetzung Simone Reinhard. Berlin : Schiler, 2013, ISBN 978-3-89930-394-0
- La hermana menor, un retrato de Silvina Ocampo. Biografie. 2014
- Las cosas que perdimos en el fuego. 2016
  - Was wir im Feuer verloren : Erzählungen. Übersetzung Kirsten Brandt. Berlin : Ullstein, 2017, ISBN 978-3-89930-394-0
- Este es el mar. 2017
- Nuestra parte de noche. 2019
  - Unser Teil der Nacht. Übersetzung Inka Marter, Silke Kleemann. Klett-Cotta, Stuttgart 2022, ISBN 978-3-608-50161-2
- Ese verano a oscuras. 2019
- El otro lado. Retratos, fetichismos, confesiones. 2020
- El año de la rata. 2021
- Un lugar soleado para gente sombria, 2024
  - Grelles Licht für danke Leute. Übersetzung: Silke Kleemann, Inka Marter. S. Fischer, Dezember 2025 ISBN 978-3-7587-0028-6

## Film
Kurzgeschichten von Enriquez dienten als Grundlage für die Kinoverfilmung La Virgen de la Tosquera (2025) von Laura Casabé.